# Norje
Norje est une localité de Suède située dans la commune de Sölvesborg du comté de Blekinge. Elle couvre une superficie de 0,99 km2. En 2010, elle compte 657 habitants.

## Culture
Depuis 1998, Norje est le lieu où se déroule le Sweden Rock Festival.